# Аминов, Носиржон Хасанбаевич
Аминов Носиржон Хасанбаевич (узб. Aminov Nosirjon Xasanboyevich; род. 6 марта 1976 года, Ангрен, Ташкентская область, УзССР, СССР) — узбекский политический деятель, инженер-строитель. В 2020 году избран в Законодательную палату Олий Мажлиса Республики Узбекистан IV созыва. Член Экологической партии Узбекистана. Член комитета по аграрным и водохозяйственным вопросам.

## Биография
Аминов Носиржон Хасанбаевич родился 6 марта 1976 года в городе Ангрен Ташкентской области. В 1997 году окончил Ташкентский архитектурно-строительный институт, получив высшее образование по специальности инженер-строитель.
В 1997 году начал работать монтажником в акционерном обществе «Ангрен уй-жой курилиш». Чуть позже, в том же году стал работать слесарем на производственном объединении «Узбекэнергоремонт». С 1998 по 2001 год работал слесарем теплоснабжающего цеха и цеха подземных сооружений Ангренской электростанции. Затем, в 2001—2003 годах был дефектоскопистом лаборатории металлов дочернего предприятия «Ангренская теплостанция». В 2003 году был назначен на должность начальника лаборатории металлов, а затем старшего мастера механической мастерской открытого акционерного общества «Ангренская теплостанция» государственной акционерной компании «Узбекэнерго». С 2011 по 2016 год работал начальником цеха акционерного общества «Angren issiqlik elektr stansiyasi». Начиная с 2016 года и по сей день работает на должности директора акционерного общества «Angren issiqlik elektr stansiyasi».
В 2020 году избран в Законодательную палату Олий Мажлиса Республики Узбекистан, а также членом Комитета по вопросам промышленности, строительства и торговли и членом фракции Экологическая партия Узбекистана.